# Huang Zhangjiayang
Huang Zhangjiayang (Sichuan, 15 de fevereiro de 2000) é uma ginasta rítmica chinesa.

## Carreira
Huang competiu no Campeonato Mundial de 2018 em Sófia ao lado de Ding Ziyi, Hu Yuhui, Liu Xin e Xu Yanshu. Eles terminaram em décimo primeiro lugar no grupo geral e não se classificaram para a final de nenhum dos eventos. Huang foi selecionada para competir pelo grupo chinês no Campeonato Mundial de 2019 ao lado de Hao Ting, Hu Yuhui, Guo Qiqi, Liu Xin e Xu Yanshu. O grupo chinês terminou em sétimo na final geral. Além disso, o grupo se classificou para as duas finais do evento, onde terminou em quinto em 5 bolas e em oitavo em 3 aros + 4 maças.
Huang ganhou uma medalha de bronze no grupo geral e uma medalha de prata em 5 aros na Copa do Mundo de Pesaro de 2022. Ela competiu no Campeonato Mundial de 2022 em Sofia e ajudou o grupo chinês a terminar em sétimo no geral. Nas finais do evento, eles terminaram em sétimo em 5 aros e em quarto em 3 fitas + 2 bolas.
Nos Jogos Olímpicos de Verão de 2024, em Paris, conquistou a medalha de ouro na competição de grupos da ginástica rítmica, ao lado de Guo Qiqi, Hao Ting, Wang Lanjing e Ding Xinyi.